# Bistum Galloway

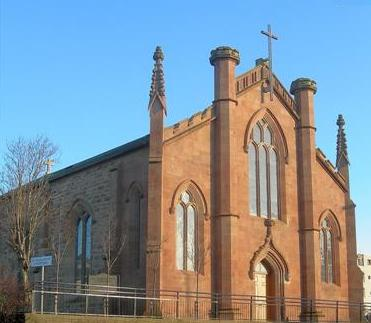
St Margaret's Cathedral, Ayr

Das Bistum Galloway (auch Whithorn; lat.: Dioecesis Candidae Casae o Gallovidianus) ist ein Bistum der römisch-katholischen Kirche mit Sitz in Ayr. Bischofskirche ist die dortige Cathedral of St. Margaret.

## Geschichte
Der Legende zufolge wurde das Bistum im 4. Jahrhundert durch den heiligen Ninian gegründet. Aus dem 8. und 9. Jahrhundert sind die Namen einiger angelsächsischer Bischöfe überliefert. Der letzte bekannte Bischof war Heathored, der um 833 erwähnt wird. Danach liegt die Geschichte des Bistums weitgehend im Dunkeln. Der Bischofssitz Whithorn bestand wahrscheinlich als Kloster weiter, ohne dass die Äbte jedoch als Bischöfe für die politisch zersplitterte Region fungierten. Erst um 1128 wird mit Gilla-Aldan wieder ein Bischof von Whithorn erwähnt. Im Dezember 1128 forderte Papst Honorius II. einen namentlich nicht genannten Bischof auf, seine Wahl vom Erzbischof von York bestätigen zu lassen. Dabei bleibt unklar, von wem die Initiative, einen Bischof für das Gebiet der Herrschaft Galloway zu ernennen, ausging. Möglicherweise war der schottische König David I. der Urheber, der die schottischen Bistümer reorganisierte. Vielleicht gründete aber auch Fergus, der junge Lord von Galloway, das Bistum neu, auch wenn der Sprengel des Bistums nicht genau dem Gebiet von Galloway entsprach. Die Verbindung von Whithorn zum nordenglischen Erzbistum York bestand wohl schon im 9. Jahrhundert. Vielleicht regte sogar Erzbischof Thurstan von York die Wahl von Gilla-Aldan an, denn das neue Bistum sicherte die Stellung des Erzbischofs von York als zweiten Metropoliten in England neben dem Erzbischof von Canterbury.
Gille-Aldans Nachfolger Christian blieb im Gegensatz zu den anderen schottischen Bischöfen ein treuer Suffraganbischof der Erzbischöfe von York. Whithorn gehörte nicht zu den schottischen Bistümern, die Papst Lucius III. 1181 als exemt aufzählte, und wird nicht in der 1191 ausgestellten Bulle Cum universi genannt, sondern blieb York unterstellt. Erst 1492, nach der Erhebung Glasgows zum Erzbistum, wurde Whithorn diesem unterstellt. Mit der Annahme der „Scots confession“ durch das schottische Parlament 1560, erfolgte der Bruch mit Rom. Die Reihe der Bischöfe von Galloway reißt jedoch erst 1688 im Zuge der Umwälzungen in der Church of Scotland ab.
Das moderne Bistum Galloway wurde am 4. März 1878 im Zuge der Neustrukturierung der katholischen Kirche in Schottland durch Papst Leo XIII. mit der Zirkumskriptionsbulle Ex supremo apostolatus apice aus dem neuen Erzbistum Glasgow heraus errichtet. Im Jahre 1997 feierte die Diözese mit großem Aufwand das 1600-jährige Bestehen, ausgehend vom legendären Gründungsjahr 397 durch St. Ninian.